# Karl Hermann Bitter
Karl Hermann Bitter (Schwedt, 27 febbraio 1813 – 12 settembre 1885) è stato un politico e saggista prussiano.

## Biografia
Studiò legge a Berlino e Bonn e fu poi plenipotenziario di Prussia nella Danube Commission dal 1856 al 1860, quindi prefetto del dipartimento dei Vosgi durante la guerra franco-prussiana.
Divenne poi ministro dell finanze (1879), incarico in cui dimostrò grande abilità. Aumentò le imposte indirette derivanti dal cosiddetto monopolio del tabacco e la tassa sugli alcolici e il malto, introdusse la tassa sulla borsa “Börsensteuer” e concluse il trattato commerciale con la città di Amburgo, secondio il quale la città entrò nell'Unione doganale tedesca. Ristabilizzò le finanze prussiane ed ebbe una parte di rilievo nel portare le ferrovie della Germania sotto il controllo governativo. Si dimise nel 1882, in seguito a divergenze con  Bismarck.
La sua attività letteraria è stata limitata quasi esclusivamente a saggi sulla musica. Il suo Gesammelte Schriften (Collezione di scritti) venne pubblicato nel 1884.